# Mathías Rolero
Mathías Rolero, vollständiger Name Mathías Gaston Rolero Amaral (* 10. September 1988 in Montevideo) ist ein uruguayischer Fußballspieler.

## Karriere

### Verein
Der 1,84 Meter große, Mato genannte Torhüter stand von 2004 bis 2007 in Reihen des montevideanischen Clubs Basáñez. Er spielt seit der Apertura 2008 für den uruguayischen Erstligisten Cerro. Dort belegte er mit seinen Mitspielern in der ersten Saison den dritten Tabellenplatz der Primera División und qualifizierte sich mit dem Gewinn der Copa Artigas 2009 für die Teilnahme an der Copa Libertadores. Im Rahmen dieses internationalen Wettbewerbs wurde er viermal eingesetzt. Im Torneo Clausura 2010 sicherte sich sein Verein die Vizemeisterschaft. Ab der Saison 2009/10 sind für Rolero 101 Ligaspiele sowie fünf Einsätze in der Liguilla Pre Libertadores 2009 verzeichnet (Saisondaten 2009/10: 22 (0); 2010/11: 25 (0); 2011/12: 27 (0); 2012/13: 27 (0)). Sodann schloss er sich 2013 in Bolivien dem Club Blooming an, für den er zwei Spiele in der LFPB absolvierte. Während der Spielzeit 2013/14 wechselte er nach Honduras zu CD Marathón und hütete dort in zehn Ligabegegnungen das Tor. Ab August 2014 setzte er seine Karriere in der uruguayischen Segunda División bei Central Español fort. Bei den Montevideanern wurde er in der Saison 2014/15 in 28 Zweitligaspielen eingesetzt. Im August 2015 wechselte er dann zum Erstligisten Centro Atlético Fénix. Dort kam er in der Spielzeit 2015/16 aber über die Rolle des Ersatztorhüters nicht hinaus und bestritt kein Pflichtspiel. Seit Mitte Juli 2016 ist der Racing Club de Montevideo sein Arbeitgeber. In der Saison 2016 kam er über die Rolle des Ersatztorwarts nicht hinaus und wurde in der Liga ebenso wie auch in der Spielzeit 2017 nicht eingesetzt. Im Juli 2017 verpflichtete ihn der Erstligist Sud América.

### Nationalmannschaft
Rolero nahm mit der uruguayischen U-17-Fußballauswahl an der U-17-Fußball-Weltmeisterschaft 2005 teil. Eingesetzt wurde er im Turnier allerdings nicht.

### Sonstiges
In der Saison 2011/2012 wurde er wegen Beteiligung an einer Schlägerei anlässlich der am 6. Mai 2012 ausgetragenen Erstliga-Begegnung zwischen den Vereinen Cerro Largo FC und Club Atlético Cerro im Juli 2012 gemeinsam mit insgesamt zehn weiteren Profifußballern von der uruguayischen Justiz angeklagt. Dies waren Pablo Bentancur, César Faletti, Andrés Ravecca, Marcos Otegui, Gonzalo Viera, Gustavo Varela, Óscar Morales, Marcel Román, Emiliano García und Carlos Figueredo. Gegen Washington Camacho richtete sich in diesem Zusammenhang zudem eine Anklage wegen Körperverletzung.